# 타메가이 토오루
다메가이 도루(일본어: 為我井 徹)는 일본의 소설가, 라이트 노벨 작가이며 만화원작가이다.

## 주요 작품

### 소설
- 파란 머리의 미코
- Kana ~哀~
- 골든 돈
- MaJiRi
- Canvas2 ~무지개색 스케치~ Beyond RED (원작: FC01FANDC.CO.JP)
- 츠요키스 ~Mighty Heart ~ 솔직하게 하이텐션! (원작: 캔디소프트, 프린세스소프트)

### 만화 원작
- 바이저 플라우
- 신태도녀(일본어: 神太刀女 칸다치메[*])
- KaNa
- 시노브그사
- 정키 픽션
- 프론티어 루츠
- Valkyrja -발키리아-

### 애니메이션
- 키미키스 pure rouge (각본)